# Heroin
Heroin je eden prvih derivatov morfina, ki so ga dobili tako, da so morfin obdelovali z anhidridom ocetne kisline in dobili diacetil morfin. Njegova molekulska formula je C21H23NO5. Leta 1898 so ga začeli uporabljati kot zdravilo proti kašlju in ga imenovali heroin. Resnično je bil dobro sredstvo za lajšanje kašlja in imel je manj stranskih učinkov kot morfij. V dvajsetih letih dvajsetega stoletja pa je prišel na slab glas - zavoljo razširjenosti v mestnih področjih ZDA. Zadnjih nekaj desetletij je heroin znan kot prepovedana droga, ki je močno povezan s kriminalom in prostitucijo.
Nekoč se je heroin prišteval med trde droge. Z napredkom medicine so se takšne klasifikacije porušile in postale nepotrebne, zato je heroin danes smatran kot ena izmed drog, ki ni nič bolj nevarna od alkohola, benzodiazepinov, kokaina, amfetamina...

## Učinki heroina
- zoženje zenic
- zaprtost
- znižanje krvnega tlaka
- zadržanost požiralnega refleksa
- pridušeno dihanje
- doživljanje blaženosti
- občutek toplote po telesu
- sprostitev
- popustitev bolečin
- okrepitev občutka varnosti in moči
- občutek neodvisnosti
- nezanimanje zasvojenca za okolje
- nenehno ukvarjanje z nabavo heroina
- zatiranje kašlja
- oteženo odvajanje urina
- depresija osrednjega živčevja (pri višjih dozah, ki presežejo LD50)

## Znaki uživanja heroina
- ozke zenice
- splošna upočasnjenost
- kinkanje in zaspanost
- globok in slaboten glas (najbolj pogost pri intranazalnih uporabnikih)
- zmanjšana občutljivost za bolečino
- razdražljivost (nastopi, ko uporabniku nekdo prekine učinek notranjega miru)
- bledičnost
- rdečica
- srbenje (uporabnik se pogosto praska)
- zaprtost

## Nevarnosti
- Njuhanje povzroča poškodbe nosnega pretina.
- Med uživalci drog je v porastu pljučna tuberkuloza.
- Veliko nevarnosti prinaša vbrizganje v veno ali pod kožo saj je lahko vzrok poškodb prej omenjenih tkiv ali pa številnim okužbam.
- Pri uživalcih opiatnih drog pogosto ugotavljamo tudi pljučna obolenja, manjši tek in apatičnost.
- Poleg odvisnosti je glavna nevarnost predoziranje, še posebej po vbrizgavanju opiata v veno. Lahko pride do zastoja dihanja in nezavesti, saj je pri intraveznozni uporabi drog, substanco težko dozirati.